# Fetcham
Fetcham is een plaats in het bestuurlijke gebied Mole Valley, in het Engelse graafschap Surrey. De plaats telt 8.300 inwoners.